# Objeto abstrato
Um objeto abstrato é um objeto que não existe em nenhum momento ou lugar particular, mas existe como um tipo de coisa (como uma ideia, ou abstração). Na filosofia, uma distinção importante é se o objeto é considerado abstrato ou concreto. Os objetos abstratos são às vezes chamados de abstracta, e os objetos concretos são às vezes chamados de concreta. A distinção abstrato-concreto é normalmente introduzida e entendida inicialmente nos termos de exemplos paradigmáticos de cada tipo de objeto:
| Abstracta   | Concreta                               |
| Tênis       | Tenista                                |
| Avermelhado | Uma inscrição com a palavra "vermelho" |
| 5           | Cinco gatos                            |
| Justiça     | A corte                                |
| Humanismo   | O ser humano                           |